# 森本哲星
森本 哲星（もりもと てっせい、2004年9月3日 - ）は、鳥取県西伯郡南部町出身のプロ野球選手（投手・育成選手）。左投左打。読売ジャイアンツ所属。

## 経歴

### プロ入り前
小学校3年から双子の兄とともに野球を始める。6年から投手になり、高校は兄とともに千葉県の船橋市立船橋高等学校に進学。1年秋からベンチ入り。3年夏には甲子園に出場し、1回戦の興南高等学校との試合では、8回に同点二塁打を放つなど投打にわたって活躍し、初戦突破に貢献した。その後、U18W杯日本代表に選出された。
2022年10月20日に行われたプロ野球ドラフト会議において、読売ジャイアンツから育成ドラフト9巡目指名を受けた。11月14日に支度金290万円、年俸360万円（金額は推定）で仮契約を結んだ。11月23日に、背番号が034に決まったことが発表された。

### 巨人時代
2023年は、三軍戦で登板するも、二軍戦での登板なし。11月9日、20万円増となる推定年俸380万円で契約を更改した。
2024年も二軍での登板はなかった。三軍では23登板で2勝1敗、防御率2.08。65回を投げて57三振を記録した。オフに2024アジアウインターベースボールリーグに参加し、7試合に登板。1勝3ホールド、防御率2.25を記録し、奪三振は12イニングを投げて19（奪三振率は14.25）を記録した。

## 選手としての特徴
最速143km/hの直球と鋭く曲がるスライダーが武器の左腕。

## 詳細情報

### 背番号
- 034（2023年[5] - ）

### 登場曲
- 『BANG BANG（JESSIE J + Ariana Grande + NICKI MINAJ）』 Ariana Grande（2023年 - ）[要出典]